# 刘官乡
刘官乡，是中华人民共和国贵州省安顺市西秀区下辖的一个乡镇级行政单位。

## 行政区划
刘官乡下辖以下地区：
刘官村、兴邦村、马场村、水桥村、大黑村、小黑村、金齿村、周官村、高福村、大寨村、鲊陇村、兴红村、新寨村和南翠村。